# Psammogammarus longidactylus
Psammogammarus longidactylus is een vlokreeftensoort uit de familie van de Eriopisidae. De wetenschappelijke naam van de soort is voor het eerst geldig gepubliceerd in 1987 door Vonk & Stock.